# V Sagittae
V Sagittae o V Sge es un sistema estelar binario variable cataclísmico en la constelación Sagitta que se espera que se convierta en nova y se convierta temporalmente en el punto de luz más luminoso del cielo alrededor del año 2083. El sistema está compuesto por una estrella de secuencia principal de aproximadamente 3.3 masas solares y una enana blanca de aproximadamente 0.9 masas solares.
Los astrónomos creen que en algún momento cerca de 2083 la estrella ordinaria perderá tanto material que su órbita se descomprondrá y se fusionará con la enana blanca creando una nova catastrófica.